# Jaksonek
Jaksonek [pronunciación en polaco: /jakˈsɔnɛk/] es un pueblo en el distrito administrativo de Gmina Aleksandrów, dentro del Distrito de Piotrków, Voivodato de Łódź, en el centro de Polonia. Se encuentra aproximadamente 8 kilómetros al norte de Aleksandrów, 21 kilómetros al este de Piotrków Trybunalski, y 61 kilómetros al sudeste de la capital regional, Łódź.
El pueblo tiene una población de 180 habitantes.